# Magyarszombatfa
Magyarszombatfa (em esloveno: Soboška vas; prekmuro: Soboška ves) é um município da Hungria, situado no condado de Vas. Tem 15,94 km² de área e sua população em 2015 foi estimada em 249 habitantes.